# Kazumichi Takagi
Kazumichi Takagi (født 21. november 1980) er en japansk fodboldspiller, der spiller som forsvarsspiller for den japanske fodboldklub Júbilo Iwata.

## Japans fodboldlandshold
| Japans landshold | Japans landshold | Japans landshold |
| År               | Kmp              | Mål              |
| ---------------- | ---------------- | ---------------- |
| 2008             | 3                | 0                |
| 2009             | 2                | 0                |
| Total            | 5                | 0                |